# Zala György (szobrász)
Zala György, születési nevén Mayer György (Alsólendva, Zala vármegye, 1858. április 16. – Budapest, Józsefváros, 1937. július 31.) magyar szobrászművész, az előző századforduló hivatalos művészetének jelentős képviselője, a neobarokk emlékműszobrászat legjelentősebb mestere. A Magyar Tudományos Akadémia tiszteleti tagja.

## Életpályája

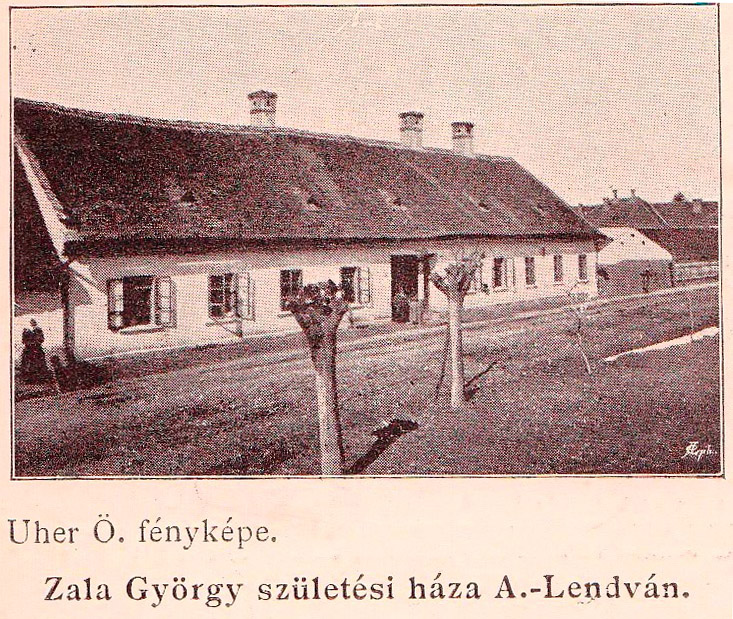
Zala György szülőháza Alsólendván

Apja, Zala Ferenc porcelángyáros volt Pápán, de gyára a mostoha gazdasági viszonyok következtében pangásnak indult, és csakhamar tönkre is ment. Anyja Kalivoda Katalin. A kis György nyolcéves korában apját és anyját is elveszítette, ezért az egyik nagybátyjához került, Városlődre. Itt végezte elemi iskoláit, és itt látott először mintázást nagybátyja kőedénygyárában. A faluból visszakerült Pápára egy másik nagybátyjához, aki a posztógyárában akarta őt alkalmazni, Zala azonban csak rajzolgatott, mással nemigen törődött. A nagybátyja végül engedett hajlamainak, és beadta a budapesti belvárosi reáliskolába, ahol rajzot is oktattak. Itt végezte el középiskolai tanulmányait, s már 13 éves korától fogva más gyermekek tanításával kereste meg oktatási költségeinek egy részét. Az érettségi vizsga letétele után előbb a műegyetemre, azután a mintarajztanodába iratkozott be, hogy rajztanári képesítést szerezzen. Három évig járt a főiskolára, szabad idejét a kenyérkeresés gondjai és az önképzés között osztva meg. Már ekkor gyakorolta a mintázást, és legelső kísérletével, „A sziklához láncolt Prometheus”-szal jutalmat is nyert. Ez a kis műve egyúttal állami ösztöndíjhoz juttatta, így Bécsbe utazhatott a művészeti akadémiára, ahol Edmund von Hellmer tanítványa lett. Az ösztöndíj nagyon szerény lévén, a nélkülözések ide is elkísérték. Zala György úgy segített magán, hogy a bécsi műegyetemre járó vagyonosabb magyar fiúknak szabadkézi rajzaik elkészítésében csekély díjért segédkezett. A bécsi akadémián kezdte meg Goethe Ahasverusának megmintázását, de ezt nem fejezte be, mert nem tudott megbarátkozni az akadémia szellemével, és már egy év múlva, 1880-ban, Münchenbe utazott.
Münchenben Knabel tanárnak lett a tanítványa, és az ő vezetése alatt mintázta meg a „Fél a baba” című kedves idillt, amely megalapozta jövőjét. A müncheni kritika igen rokonszenvesen foglalkozott a kis munkával, amely később eredeti felfogásával és kivitelének szabatosságával a budapesti képzőművészeti társulat kiállításán is figyelmet keltett. Knabel halála után Max Wittmann tanárhoz került, aki korábban Izsó Miklósnak is tanára volt, és Zala tehetségét is azonnal felismerte. Wittmanntól Michael Wagmüllerhez, akinek a halála után pedig Syrius Eberléhezhez ment. Eberle iskolájából Zala már kész művészként került ki.

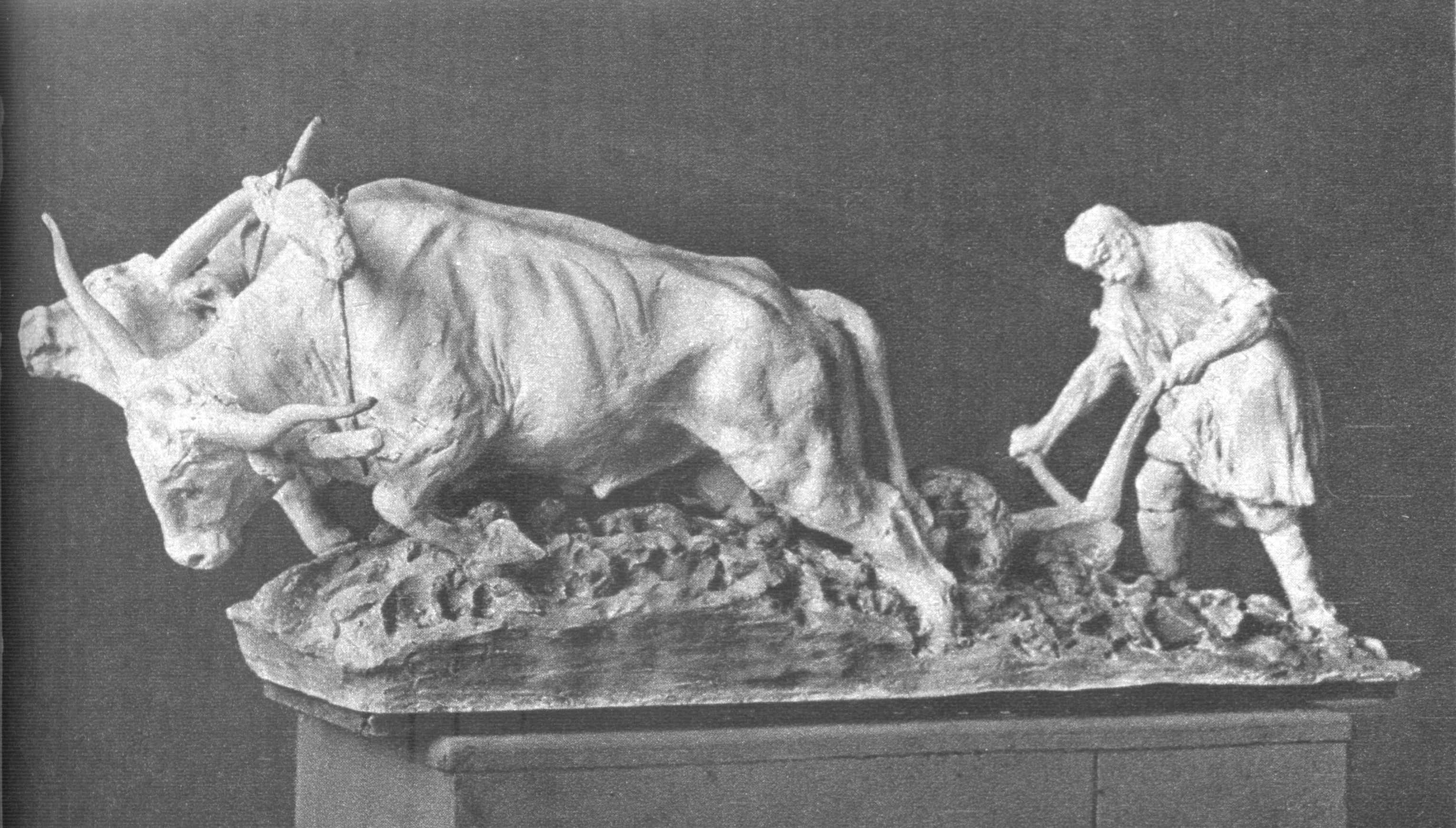
Zala György: Szántás című szobra

Münchenből 1884-ben tért haza Budapestre, és Epreskert utcai műtermében jeles művek hosszú sorát mintázta meg. Így Szent Benedek szobrát, Von der Tann tábornok síremlékét és számos társadalmi és politikai kitűnőség portréját. Mindezek a művek tisztult ízlésről és a jellemzési képesség nagy fokáról tesznek tanúbizonyságot. Mindezeknél hatalmasabb, meglepőbb volt az a szoborcsoport, amely Máriát és Magdolnát ábrázolta egészen új felfogásban. Az Isten anyja magához emeli a lábaihoz boruló szerencsétlen nőt, és a vallás szent igéivel vigasztalja. A rendkívül kifejezésteljes csoport a müncheni képzőművészeti akadémia kiállításán általános feltűnést keltett. Még Zala tanárai meglepődtek, és az akadémia elsőrendű érmét kicsiny jutalomnak találták, és a tanári testület külön elismerését csatolták hozzá. A szoborcsoportot később kiállították a budapesti Műcsarnokban is, ahol megkapta a képzőművészeti társulat 200 aranyas művészi díját. József főherceg és neje, Klotild főhercegnő, akkoriban rendelték meg nála Mária Dorottya főhercegnő arcképét és József nádor térdelő szobrát az alcsúti főhercegi kápolna számára.
Az 1885-ös országos kiállításon Zala Györgyöt bízták meg a szobrászati csoport rendezésével, egyben ő volt a zsűri előadója. Huszár Adolf elhunytával a szoborbizottság őt kérte fel az aradi vértanúk emlékének elkészítésére. Az emlékművet 1889-ben állították fel, és a szoborcsoport egyik alakjával, a „Harckészség”-gel elnyerte a Trefort Ágoston miniszter által alapított művészeti nagy aranyérmet is. 1892-ben állították fel honvédszobrát a budai várban. A Demokratia szabadkőműves páholyba 1890-ben vették fel.
Következő munkái: a Csukássy-síremlék, amelyért az 1894-es antwerpeni kiállításon elsőosztályú aranyérmet nyert; Andrássy Gyula gróf szarkofágja és Andrássy Ilona grófnő egész alakos szobra a tőketerebesi mauzóleumban; Andrássy Gyula gróf domborművű mellképe Krasznahorkán; Károlyi Gyula gróf, Angyelics Germán pátriárka, Horváth Boldizsár, Gajzágó Salamonné, Batthyány Lajosné Andrássy Ilona grófnő, Gyenes László, Rickl Gyuláné, Horváth Zoltán, Jókai Mór, Szana Tamás és Kozma Ferenc mellszobrai; Beniczky Gézáné, Pekár Imréné és Meczner Józsika síremlékei. Ő készítette ezeken kívül a budai Honvédszobrot, melynek mintáját a brüsszeli múzeum szerezte meg, a Szabadságszobor első díjat nyert tervezetét és az igazságügyi palota oromzatának timpanonját.
Műtermében készült Andrássy Gyula gróf lovasszobra a Parlament elé. A nagy millenniumi emlékműre 1894-ben kapott megbízást, és Gábriel arkangyal szobrát, a Háború és Béke szoborcsoportot, négy királyszobrot és minden domborművet ő mintázott meg. A nagyszabású munkálatok egészen 1929-ig húzódtak. Közben elkészítette Szegedre Deák Ferenc szobrát, amit 1914-ben állítottak fel.
Zala ilyen nagy elfoglaltság mellett is több tanulmányutat tett Párizsba, Olaszországba, és alig volt olyan esztendő, hogy fel ne kereste volna Münchent és Németország nagyobb városait. A Magyar Tudományos Akadémia 1937-ben tagjává választotta. Felesége Klug Klotild volt.

## Művei
Összesen 23 köztéri szobrot készített. Ezek közül néhány:
- Mária és Magdolna c. márványszobor (1884, MNG)
- Aradi vértanúk. Huszár Adolf által abbahagyott szobrát fejezte be (1889)
- Honvédszobor 1893 Budapest, Dísz tér
- Erzsébet királyné mellszobra (1901), Veszprém
- Erzsébet királyné szobor, eredetileg Arad főterén állt, jelenleg a makói József Attila Múzeum udvarában található
- Andrássy Gyula lovas szobra, 1889-1893, Budapest
- Millenniumi emlékmű, 1894 – 1929, (hat más szobrásszal kivitelezte; építésze Schickedanz Albert)
- Erzsébet királyné szobra, 1926 Esztergom, eredetileg Erzsébet park (Jelenleg a Vármegyeháza lépcsőházában található)
- Csernoch János síremléke az esztergomi Szent Adalbert főszékesegyházban (1931)[4]
- Erzsébet királyné budapesti emlékműve, 1932 Budapest, Döbrentei tér[5]
- Tisza István-szobor, 1934 Budapest, Kossuth tér[6]
- Ligeti Antal mellszobra, 1887[7]
- I. Ferenc József portrészobra
- Deák Ferenc szobra, Szeged, Széchenyi tér és Deák bronz mellszobra 1928, Kehidakustány, Deák-kúria
- Síremlékek (Csukássy József, 1893)

## Galéria

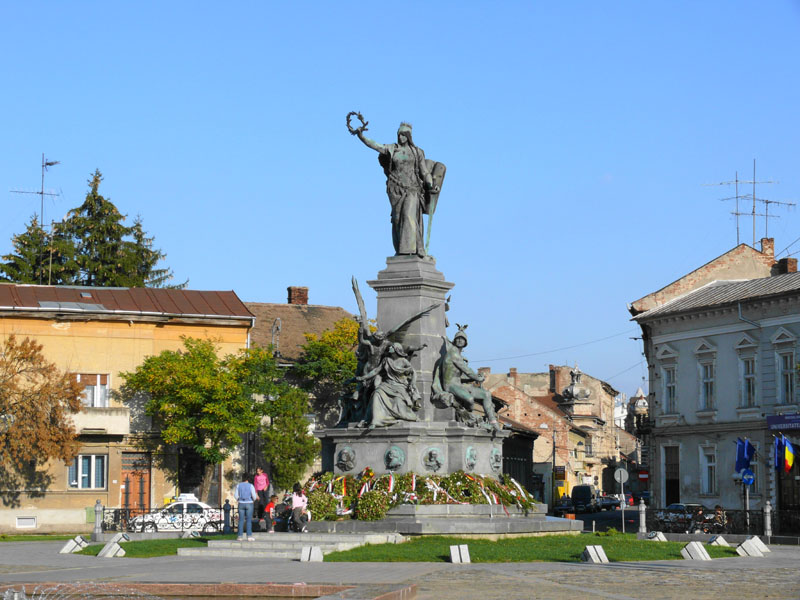
Az aradi Szabadság-szobor
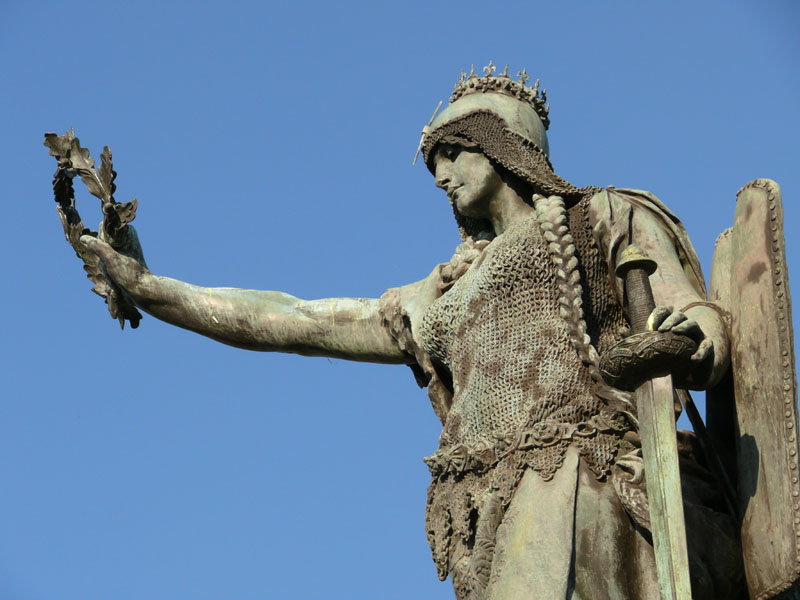
Az aradi Szabadság szobor Hungária-alakja
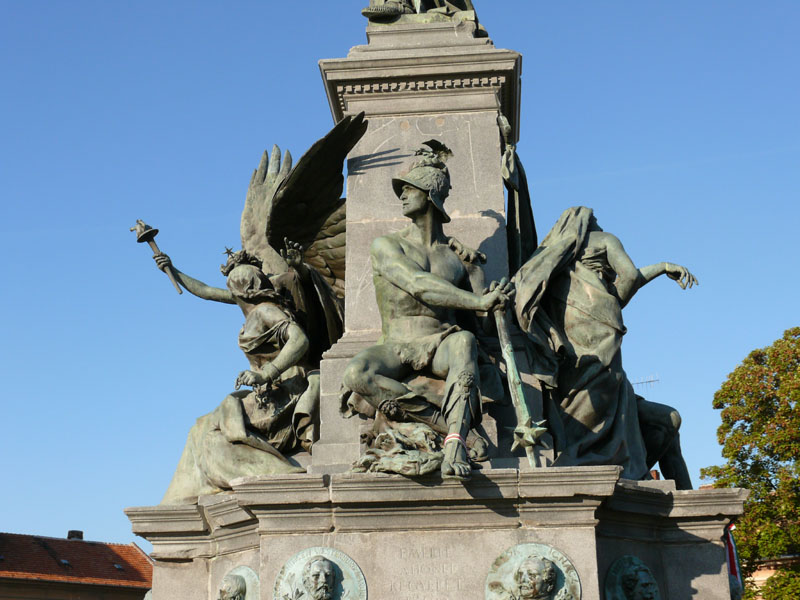
Az aradi Szabadság szobor Harckészség-alakja
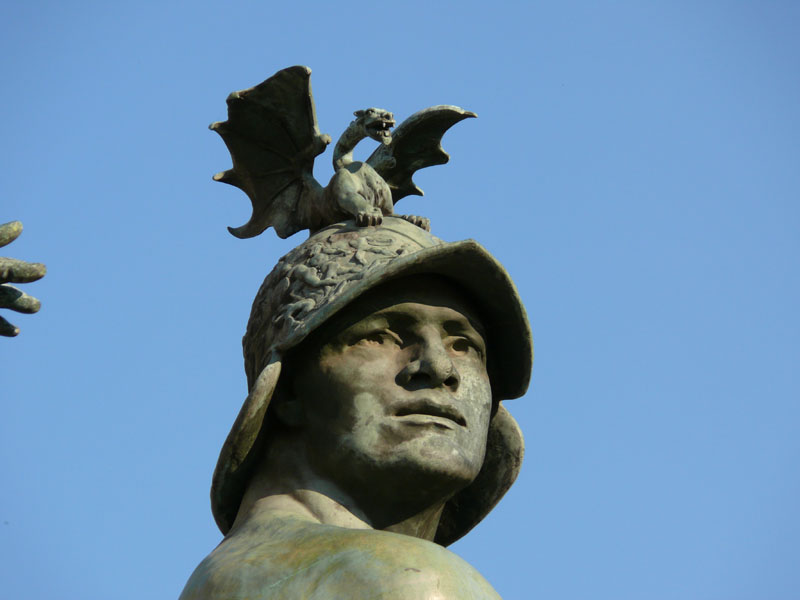
Az aradi Szabadság szobor Harckészség-alakjának feji része
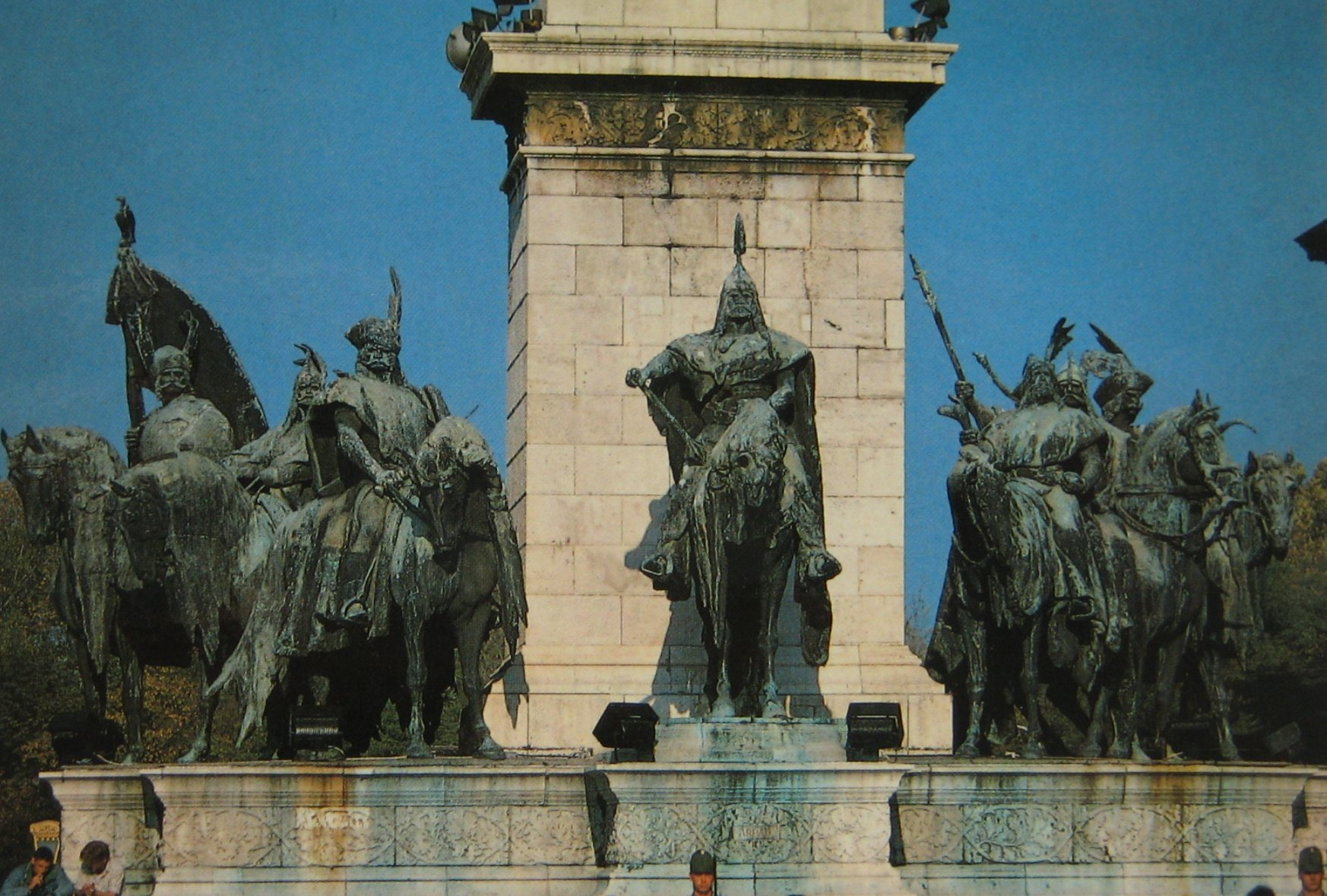
A Millenniumi emlékmű központi alakjai: a hét vezér
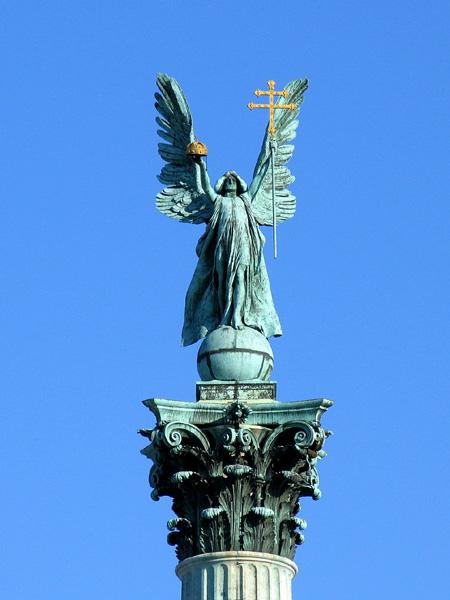
Gábriel arkangyal szobra a Millenniumi emlékművön
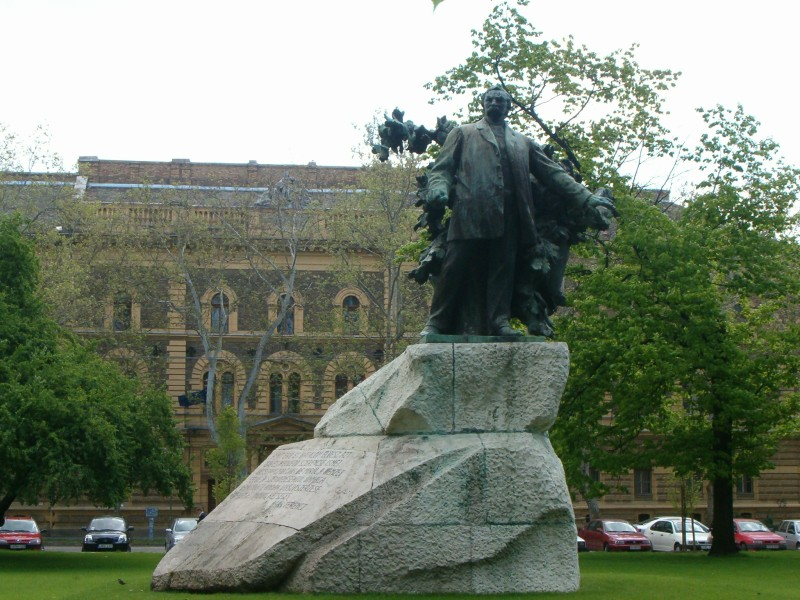
Deák Ferenc szobra Szegeden a Széchenyi téren
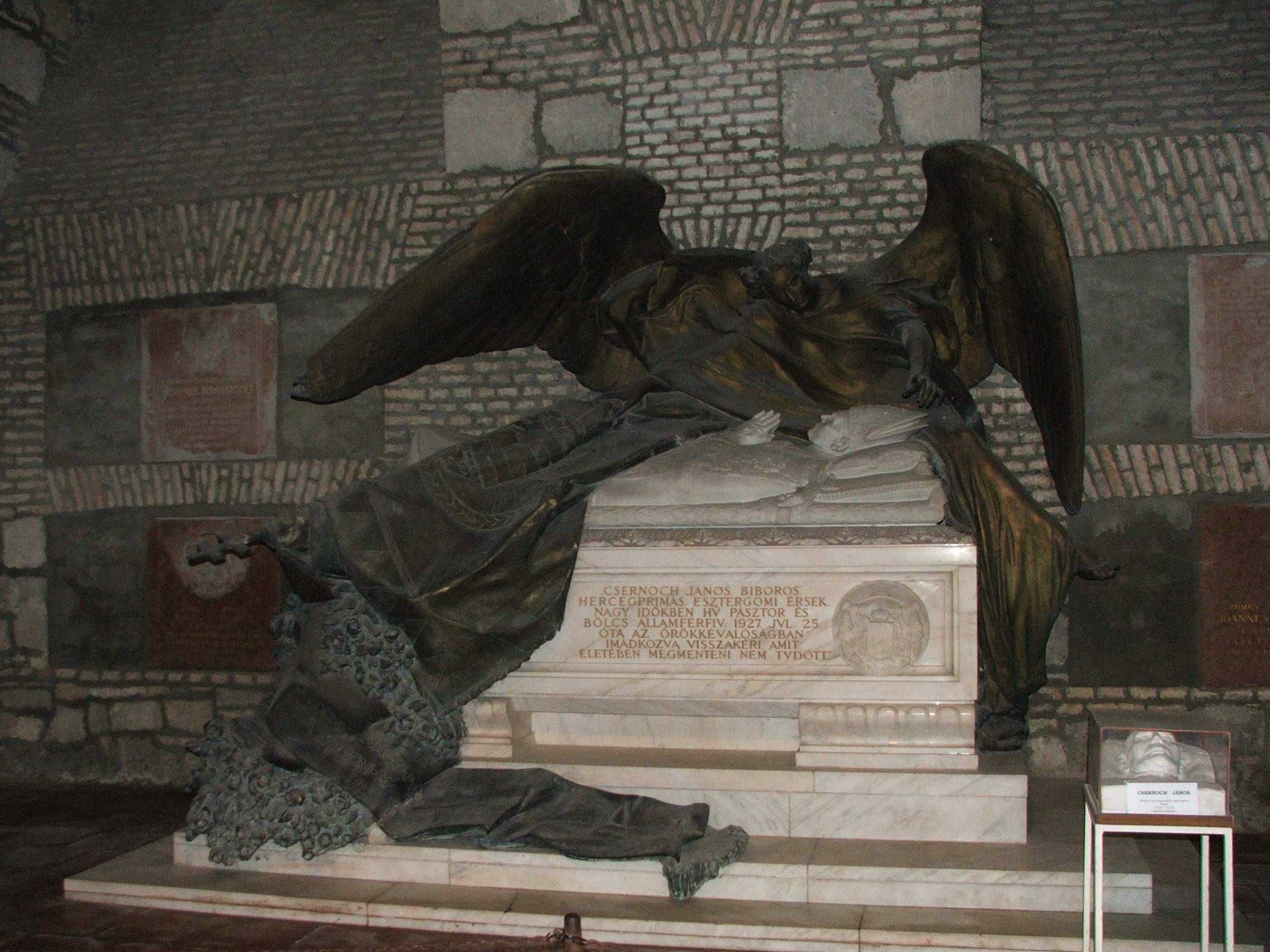
Csernoch János síremléke Esztergomban

## Elismerései

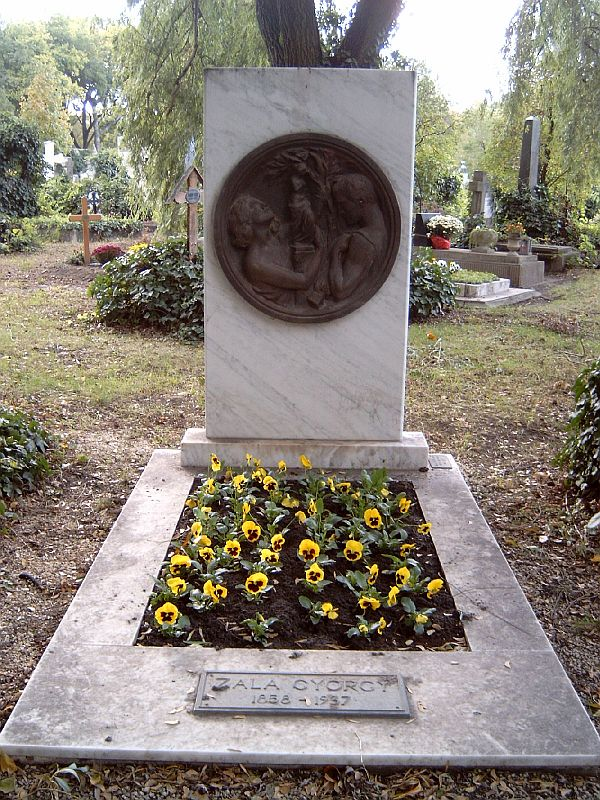
Zala György sírja Budapesten. Kerepesi temető: 34-1-48. Ligeti Miklós alkotása.

- 1896. június 6-án a Ferenc József-rend lovagkeresztjét kapta a királytól.
- Magyar Corvin-lánc (1930)
- Számos kitüntetést, díjat, aranyérmet nyert.

## Emlékezete
- A Magyar Nemzeti Galéria 30 szobrát őrzi.